# اسماعیل میلر
اسماعیل میلر (انگلیسی: Ishmael Miller؛ زادهٔ ۵ مارس ۱۹۸۷) یک بازیکن فوتبال اهل بریتانیا است.